# Сюврейн, Вилберт
Вилберт Сюврейн (нидерл. Wilbert Suvrijn; род. 26 октября 1962, Ситтард, Лимбург) — нидерландский футболист. В основном играл на позиции центрального защитника, но также мог занимать место опорного полузащитника.

## Клубная карьера
В своей стране Сюврейн представлял клуб из родного города, «Фортуна Ситтард» (он помог команде в своём дебютном сезоне выйти в высший дивизион на правах чемпиона первого), и «Рода Керкраде». Он сыграл в общей сложности 209 матчей в высшем дивизионе в течение семи сезонов. В составе «Роды» он забил два гола в 31 матче в сезоне 1986/87, чем помог клубу занять четвёртое место и получить право на участие в Кубке УЕФА.
В 1989 году Сюврейн подписал контракт с французским клубом «Монпелье», с которым в первый же год выиграл кубок Франции по футболу (он пропустил финал из-за травмы) и способствовал финишу клуба на шестом месте в Лиге 1 в 1991/92 сезоне, он играл почти исключительно в полузащите. После всего лишь девяти матчей в следующей кампании, в основном из-за проблем со спиной, 30-летний Сюврейн решил уйти в отставку. Он остался во Франции, став агентом игроков.

## Международная карьера
Сюврейн дебютировал в сборной Нидерландов 29 апреля 1986 года, заменив Мишеля Валке в товарищеском матче с Шотландией (0:0), его первым тренером в сборной был Ринус Михелс.
В дальнейшем он сыграл полные девять матчей в течение двух лет, вызывался в сборную на Евро-1988 в ФРГ. В финальной стадии Сюврейн сыграл два матча за будущих чемпионов, он выходил под конец поединков и сыграл всего четыре минуты: на групповом этапе в матче с Англией (3:1) он заменил Марко ван Бастена, сделавшего хет-трик в том матче; и в полуфинале против хозяев (2:1), он сыграл последнюю минуту матча, выйдя вместо травмированного Эрвина Кумана.

## Статистика

### Матчи Сюврейна за сборную Нидерландов
| Матчи Сюврейна за сборную Нидерландов | Матчи Сюврейна за сборную Нидерландов | Матчи Сюврейна за сборную Нидерландов | Матчи Сюврейна за сборную Нидерландов | Матчи Сюврейна за сборную Нидерландов | Матчи Сюврейна за сборную Нидерландов |
| ------------------------------------- | ------------------------------------- | ------------------------------------- | ------------------------------------- | ------------------------------------- | ------------------------------------- |
| №                                     | Дата                                  | Соперник                              | Счёт                                  | Голы Сюврейна                         | Соревнование                          |
| 1                                     | 29 апреля 1986                        | Шотландия                             | 0:0                                   | —                                     | Товарищеский матч                     |
| 2                                     | 14 мая 1986                           | ФРГ                                   | 1:3                                   | —                                     | Товарищеский матч                     |
| 3                                     | 10 сентября 1986                      | Чехословакия                          | 0:1                                   | —                                     | Товарищеский матч                     |
| 4                                     | 15 октября 1986                       | Венгрия                               | 1:0                                   | —                                     | Чемпионат Европы 1988 (отбор)         |
| 5                                     | 21 января 1987                        | Испания                               | 1:1                                   | —                                     | Товарищеский матч                     |
| 6                                     | 24 мая 1988                           | Болгария                              | 1:2                                   | —                                     | Товарищеский матч                     |
| 7                                     | 15 июня 1988                          | Англия                                | 3:1                                   | —                                     | Чемпионат Европы 1988                 |
| 8                                     | 21 июня 1988                          | ФРГ                                   | 2:1                                   | —                                     | Чемпионат Европы 1988                 |
| 9                                     | 16 ноября 1988                        | Италия                                | 0:1                                   | —                                     | Товарищеский матч                     |

Итого: 9 матчей / 0 голов; 3 победы, 2 ничьи, 4 поражения.